# Eetionea
Eetionea (en griego antiguo: Ἠετιώνεια) era una lengua de tierra situada al norte de la embocadura del antiguo puerto del Pireo de Atenas, enfrente del cabo Alkimos. Los barcos que entraban en el Pireo se encontraban el muelle de Eetionea a babor y el cabo Alkimos a estribor.
El muelle de Eetionea fue fortificado y conectado con los Muros Largos, erigidos por Temístocles para defender Atenas.
En las etapas finales de la guerra del Peloponeso, fue elegido el muelle de Eetionea por la Boulé de Los Cuatrocientos para levantar una fortificación, que fue tomada por Terámenes por temor a que pudiera entregarse a los espartanos.
Las fortificaciones del muelle de Eetionea todavía sobreviven hoy, en buen estado, algunas ruinas forman parte del sitio arqueológico del Pireo.

## Construcción y demolición de la fortificación de Eetionea

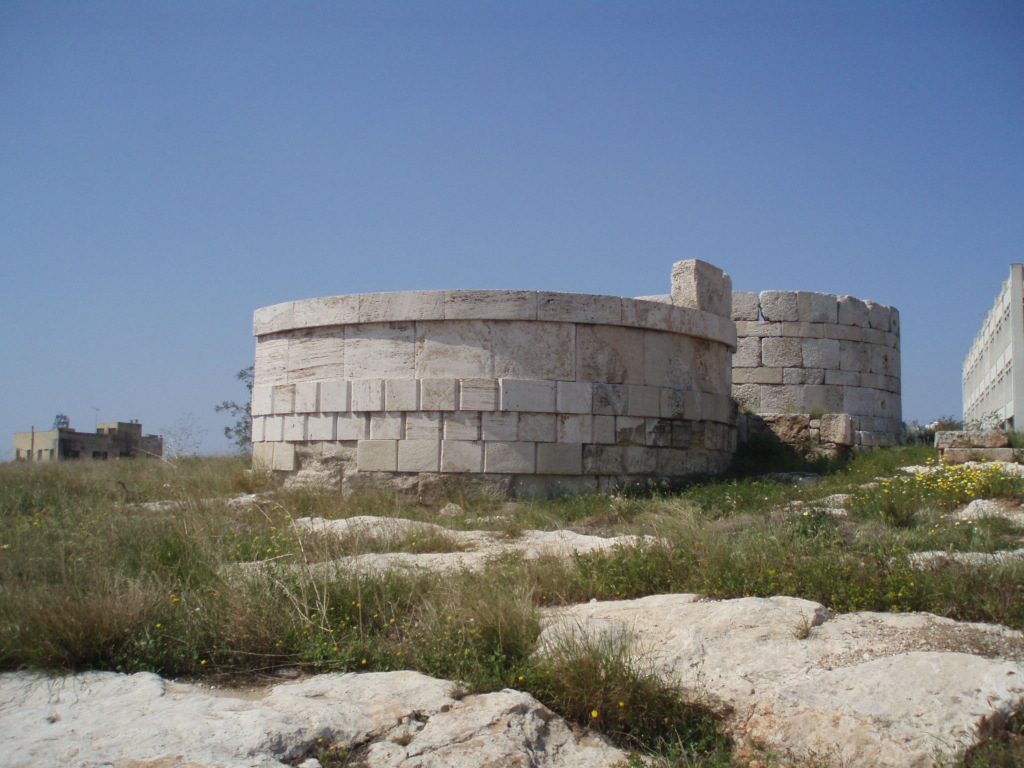
Ruinas del muelle de Eetionea en el Pireo.

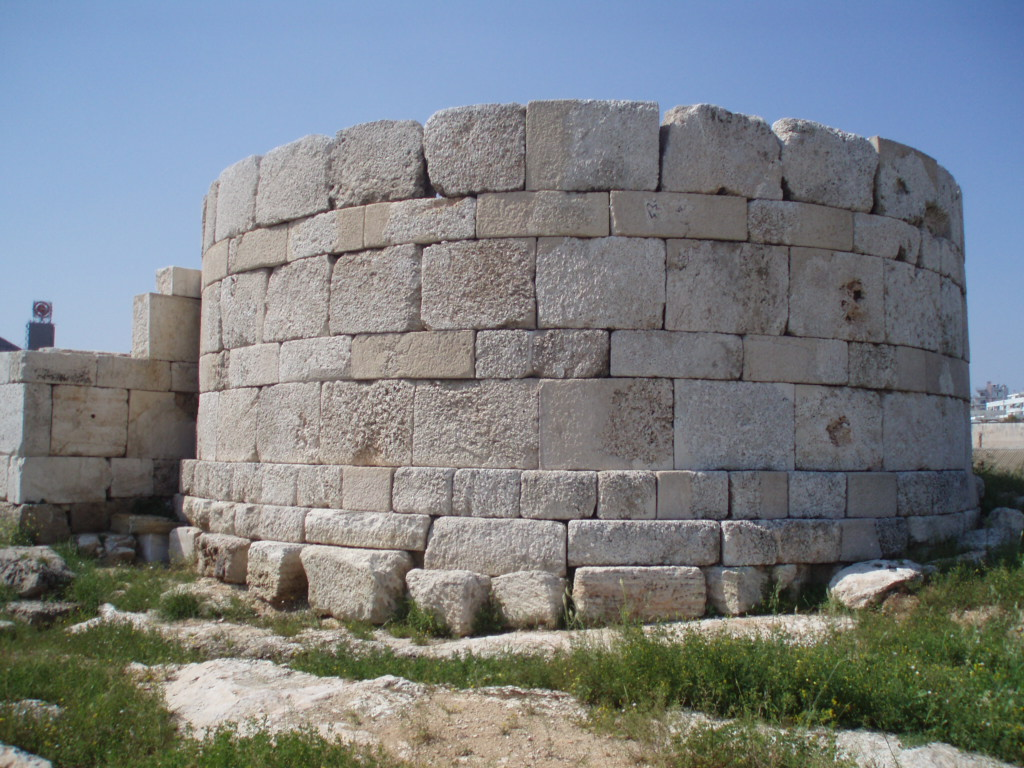
Parte del muelle de Eetionea.

En el 410 a. C., en las etapas finales de la guerra del Peloponeso, la facción radical del gobierno de Los Cuatrocientos, en el poder en ese momento, comenzó a construir una fortificación en Eetionea, donde concentró en grandes cantidades de productos alimenticios.
Terámenes, uno de los líderes de la facción moderada, protestaron en la reunión contra la construcción de esta fortificación, argumentando que había sido preparado para ser entregada a los espartanos cuando llegaran cerca del puerto y, a la cabeza de un plelotón de soldados, se fue al Pireo ordenando la demolición.

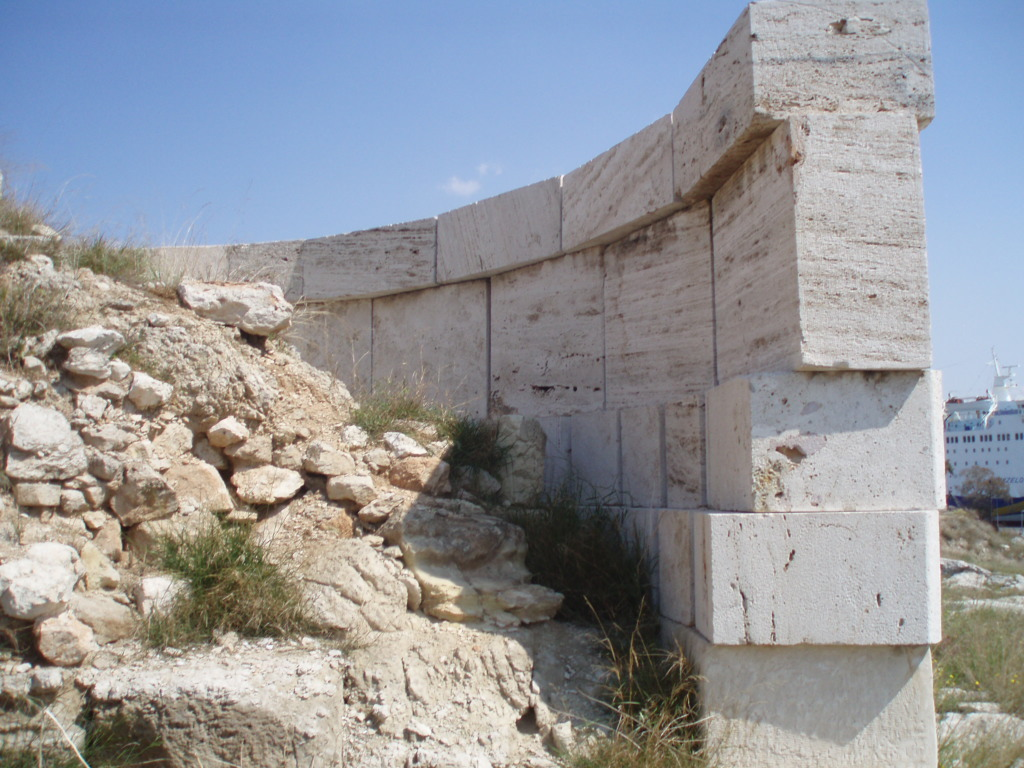
Ruinas del muelle de Eetionea.